# Bremen Zwei
Bremen Zwei ist ein öffentlich-rechtliches Hörfunkprogramm von Radio Bremen. Der Senderclaim lautet Neugier lohnt sich. Bremen Zwei versteht sich als das „neugierige, inspirierende und anspruchsvolle Programm von Radio Bremen“. Über die reine Hochkultur hinaus will das Programm einen „lässigen Kulturbegriff auf alle Lebensbereiche ausweiten“.

## Entstehung
Bremen Zwei nahm den Sendebetrieb am 12. August 2017 auf. Es ging aus dem Programm von Nordwestradio hervor, das wiederum als Kooperation von Radio Bremen und NDR am 1. November 2001 als Nachfolger von Radio Bremen 2 auf Sendung gegangen war. Die Kooperation wurde zum 1. Januar 2016 beendet. Seitdem war das Nordwestradio ein Programm von Radio Bremen.
Im Zuge einer Programmreform wurde das Nordwestradio am 12. August 2017 in Bremen Zwei umbenannt. Der Sender begründete dies damit, dass so Radio Bremen als Absender des Programms klarer erkennbar sei; man verspreche sich davon eine größere Strahlkraft. Das Nordwestradio sei zudem in seiner Akzeptanz hinter den Erwartungen zurückgeblieben. Inhaltlich bedeutete diese Entscheidung ausdrücklich keine Wiederauflage des Nordwestradio-Vorgängers Radio Bremen 2 und keine Rückkehr zu einer klassischen Kulturwelle.
Mit der Programmreform und der Umbenennung zu Bremen Zwei hat das Programm in Teilen auch sein Sendekonzept überarbeitet. Insbesondere wird seitdem auch am Wochenende tagsüber live gesendet. Im Nordwestradio waren zu dieser Zeit fast ausschließlich aufgezeichnete Sendungen zu hören.

## Format
Das Tagesprogramm hat Magazincharakter als Begleitprogramm. Das Format soll den Hörern möglichst wenig Anlass zum Ab- und Umschalten bieten. Das Wort-Musik-Verhältnis beträgt etwa 40 zu 60. Musikalisch dominieren Singer-Songwriter, Pop, Americana und Soul. Die Auswahl bewegt sich abseits des Mainstreams und ist albumorientiert.
Darüber hinaus bietet Bremen Zwei am Abend auch längere Musik- und Wortsendungen wie Hörspiele, Features, das Format Literatur vor Ort oder die Diskussionssendung Bremen Zwei Unterwegs zu kontroversen Themen aus der Region. In der Gesprächszeit widmet sich das Programm wochentäglich eine Stunde lang einem Gast und seiner Geschichte. Vier Mal im Jahr finden die Sommer-, Herbst-, Winter- bzw. Frühlingsgäste statt. Dann wird drei bis fünf Wochen am Stück jeden Samstag ein Prominenter aus Kultur, Gesellschaft und Politik live vor Publikum interviewt. Die Moderation übernehmen im Wechsel Katrin Krämer und Tom Grote.
Die Abendstrecken vertiefen in Spezialsendungen Musikrichtungen von Jazz über Soul und Klassik bis Indie-Pop.

## Berichtsgebiet
Bremen Zwei berichtet regional über das Bundesland Bremen und das nordwestliche Niedersachsen, schwerpunktmäßig die Metropolregion Nordwest. Das Berichtsgebiet deckte sich damit im Wesentlichen mit dem Sendegebiet – etwa von der niederländischen Grenze im Westen bis zu einer gedachten Linie zwischen Hamburg und Hannover im Osten sowie den Ostfriesischen Inseln im Norden bis zu einer Linie zwischen Osnabrück und Hannover im Süden. Das Radio-Bremen-Studio in Bremerhaven liefert ebenso regionale Informationen in Form von Gesprächen oder Beiträgen wie die NDR-Studios in Oldenburg, Osnabrück und Lüneburg sowie die NDR-Korrespondentenbüros in Cuxhaven (Büro Niederelbe), Vechta, Verden, Wilhelmshaven und Lingen (Büro Emsland). Für die überregionale Berichterstattung greift Bremen Zwei auch auf das ARD-Hauptstadtstudio in Berlin und das weltweite Korrespondentennetz der ARD zurück.

## Sendungen
Bremen Zwei sendet Nachrichten zur vollen Stunde sowie montags bis samstags zwischen 6.30 Uhr und 8.30 Uhr Kurznachrichten zur halben Stunde.
Die Frühsendung Bremen Zwei – Der Morgen bietet montags bis freitags zwischen 6 und 10 Uhr vor allem Interviews, Berichte, Reportagen und Kommentare zum aktuellen Tagesgeschehen aus Politik, Kultur und Gesellschaft. Die Hörer sollen über verschiedene Ansätze zu einem Thema die Möglichkeit bekommen, sich eine eigene Meinung bilden zu können. Tägliche Kolumnen (u. a. mit Friedrich Küppersbusch, Claudia Kade, Rainer Moritz und Katja Nicodemus) sind fester Bestandteil der Morgensendung.
Von 10 bis 16 Uhr folgt wochentäglich ein Magazin-Programm mit Interviews, Reportagen und Berichten. Zwischen 16 und 18 Uhr werden in der Sendung Bremen Zwei – Der Nachmittag die Themen des Tages abgebildet, ergänzt durch tägliche Kolumnen (hier u. a. mit Catherine Newmark (Philosophie), Mario Ludwig (Tiere) und Jörg Schieb (Netzwelt)).
Wochentäglich wird zwischen 18 und 19 Uhr die Gesprächszeit ausgestrahlt, ein längeres Interviewformat, in dem Persönlichkeiten aus Kultur, Politik, Gesellschaft und Wirtschaft zu Wort kommen. Im Abendprogramm zwischen 19 und 24 Uhr sind vor allem Musik-Formate zu hören (Sounds, Soulkitchen, Jazz Grooves, Klassikwelt, Herzstücke, Tanzbar, Sounds in Concert, Klassikwelt in Concert, Zeiglers wunderbare Welt des Pop mit Arnd Zeigler). Die Stunde von 21 bis 22 Uhr bietet neben Hörspielen und Features das Podcast Lab als Experimentierfläche für das Medium Podcast. Zu den Beiträgen, die an dieser Stelle im Programm übernommen werden, zählen vor allem eigenproduzierte Podcasts wie Kein Mucks! – der Krimi-Podcast mit Bastian Pastewka, Wischmeyers Stundenhotel oder Wie die Tiere. Einmal im Monat moderiert außerdem freitags der ehemalige Sänger der Band The Jeremy Days, Dirk Darmstaedter, die Sendung Sounds like Dirk im Abendprogramm.
Am Wochenende widmet sich das Programm neben der tagesaktuellen Berichterstattung vermehrt auch kulturellen Themen im weiteren Sinne. An jedem ersten Sonntag im Monat zwischen 12 und 14 Uhr wird zudem die Sendung Mare Radio ausgestrahlt, eine Kooperation mit der Zeitschrift mare des gleichnamigen Verlags. Die Sendung beschäftigt sich unter wechselnden Oberthemen mit wissenschaftlichen und kulturellen Themen rund um das Meer in Form von längeren Interviews und Reportagen.
Von 24 bis 6 Uhr läuft mit der Sendung Die Nacht ein nicht moderiertes Musikformat mit Singer/Songwriter, Pop, Swing und Jazz. Von 24 bis 5 Uhr werden die zentralen Hörfunknachrichten des Norddeutschen Rundfunks aus Hamburg übernommen.

## Moderatoren
Moderatoren der zentralen Frühsendung sind abwechselnd Anja Goerz und Tom Grote. Im Tagesprogramm moderieren außerdem Britta Lumma, Stefanie Pesch, Katrin Krämer, Andree Pfitzner, Jörn Albrecht, Hendrik Plaß, Jessica Liedtke, Marius Zekri, Marion Cotta, Reza Vafa, Nikolas Golsch, Martin Busch, Hilke Theessen, Kristin Hunfeld und Keno Bergholz.

## Programmschema
| Montag bis Freitag | Montag bis Freitag | Montag bis Freitag | Samstag   | Samstag                                           | Samstag                                           | Sonntag   | Sonntag                                 | Sonntag                                           |
| Zeit               | Sendung | Moderation | Zeit      | Sendung                                           | Moderation                                        | Zeit      | Sendung                                 | Moderation                                        |
| ------------------ | --- | --- | --------- | ------------------------------------------------- | ------------------------------------------------- | --------- | --------------------------------------- | ------------------------------------------------- |
| 6–10 Uhr           | Der Morgen | - Anja Goerz - Tom Grote | 7–11 Uhr  | Der Samstagmorgen                                 | - Jörn Albrecht - Katrin Krämer                   | 6–8 Uhr   | Classical                               | - Marion Cotta - Nicole Nelhiebel                 |
| 10–13 Uhr          | Der Vormittag | - Keno Bergholz - Britta Lumma - Andree Pfitzner - Reza Vafa | 11–14 Uhr | Der Vormittag                                     | - Marion Cotta - Nikolas Golsch - Andree Pfitzner | 8–12 Uhr  | Der Sonntagmorgen                       | - Jörn Albrecht - Katrin Krämer                   |
| 13–16 Uhr          | Der Tag | - Marion Cotta - Nikolas Golsch - Kristin Hunfeld - Stefanie Pesch                                                                                                 | 14–18 Uhr | Der Nachmittag                                    | - Martin Busch - Julian Beyer - Kristin Hunfeld   | 12–14 Uhr | Mare Radio (am ersten Sonntag im Monat) | - Nikolas Golsch - Katrin Krämer                  |
| 16–18 Uhr          | Der Nachmittag | - Jörn Albrecht - Martin Busch - Katrin Krämer - Hendrik Plaß - Marius Zekri                                                                                       | 18–19 Uhr | Feature                                           | Feature                                           | 12–14 Uhr | Sonntagsschwerpunkt                     | - Marion Cotta - Nikolas Golsch - Andree Pfitzner |
| 18–19 Uhr          | Gesprächszeit (mit wechselnden Autoren) | Gesprächszeit (mit wechselnden Autoren) | 18–19 Uhr | Mare Radio (Wdhlg.) (am zweiten Samstag im Monat) | - Nikolas Golsch - Katrin Krämer                  | 14–18 Uhr | Der Nachmittag                          | - Martin Busch - Julian Beyer - Kristin Hunfeld   |
| 19–21 Uhr          | Sounds | - Simon Brauer - Sophia Fischer - Christine Heuck - Till Lorenzen - Harald Mönkedieck                                                                              | 19–22 Uhr | Sounds                                            | - Till Lorenzen - Harald Mönkedieck               | 18–19 Uhr | Hörspiel Niederdeutsches Hörspiel       | Hörspiel Niederdeutsches Hörspiel                 |
| 21–22 Uhr          | Hörspiel / Feature (montags) Mitgeschnitten (dienstags) Wischmeyers Stundenhotel (mittwochs) Eine Stunde Reden (donnerstags) Tanzbar / Sounds like Dirk (freitags) | Hörspiel / Feature (montags) Mitgeschnitten (dienstags) Wischmeyers Stundenhotel (mittwochs) Eine Stunde Reden (donnerstags) Tanzbar / Sounds like Dirk (freitags) | 22–24 Uhr | Sounds in concert                                 | - Till Lorenzen - Harald Mönkedieck               | 19–22 Uhr | Klassikwelt                             | - Sophia Fischer - Wilfried Schäper               |
| 22–24 Uhr          | Soulkitchen (montags) | - Simon Brauer - Lutz Hanker |           |                                                   |                                                   | 22–24 Uhr | Klassikwelt in concert                  | - Sophia Fischer - Wilfried Schäper               |
| 22–24 Uhr          | Jazz Grooves (dienstags) | - Till Lorenzen - Harald Mönkedieck |           |                                                   |                                                   |           |                                         |                                                   |
| 22–24 Uhr          | Klassikwelt (mittwochs) | - Sophia Fischer - Wilfried Schäper |           |                                                   |                                                   |           |                                         |                                                   |
| 22–24 Uhr          | Arnd Zeigler (donnerstags) | - Arnd Zeigler |           |                                                   |                                                   |           |                                         |                                                   |
| 22–24 Uhr          | Herzstücke (freitags) | - Christine Heuck - Nicole Nelhiebel |           |                                                   |                                                   |           |                                         |                                                   |

## Empfang
Bremen Zwei wird über zwei UKW-Frequenzen ausgestrahlt – in Bremen auf 88,3 MHz mit 100 kW und in Bremerhaven auf 95,4 MHz mit 25 kW. Das Sendegebiet sind das Bundesland Bremen sowie das nordwestliche Niedersachsen. Der Sender ist über Satellit auf DVB-S: Satellit Astra 1H, Transponder 93 (12,266 GHz, horiz. Polarisation) zu hören. Auch der weltweite Empfang über einen Internet-Livestream wird angeboten. Auf DAB+ ist Bremen Zwei über Kanal 6D geschaltet.